# کوه کوری
کوه کوری (به لاتین: Mount Curi) یک کوه در تیمور شرقی است که در Manatuto District, East Timor واقع شده‌است. کوه کوری ۱٬۳۳۲ متر بالاتر از سطح دریا واقع شده‌است.